# Csodabogarak – Az elveszett hangyák völgye
A Csodabogarak – Az elveszett hangyák völgye (eredeti cím: Minuscule – La vallée des fourmis perdues) 2013-ban bemutatott francia animációs kalandfilm. A Csodabogarak (Aprónép) című televíziós sorozat alapján készült.
A szöveg nélküli mozifilmet a tallinni filmfesztiválon mutatták be először, majd 2014 elején tovább országokban.

## Cselekmény
A mese főszereplője egy katica, „aki” elszakadt családjától. A fekete hangyák csapata megtalálta azt a cukros dobozt, amelyben a katica rejtőzött, és elindultak vele a hangyaboly felé. Az út során meg kellett küzdeniük a vöröshangyákkal, akiknek a zsákmányra fájt a foguk, majd megtámadták a fekete hangyák otthonát is. A katica részt vesz a csatában, ő segít legyőzni a támadókat.